# Heuland
Heuland – miejscowość i gmina we Francji, w regionie Normandia, w departamencie Calvados.
Według danych na rok 1990 gminę zamieszkiwały 54 osoby, a gęstość zaludnienia wynosiła 18 osób/km² (wśród 1815 gmin Dolnej Normandii Heuland plasuje się na 831. miejscu pod względem liczby ludności, natomiast pod względem powierzchni na miejscu 1041.).